# Texas City
Texas City est une ville du comté de Galveston, dans l’État du Texas, aux États-Unis. Elle fait partie de l'aire urbaine de Houston–Sugar Land–Baytown et se trouve sur la baie de Galveston. Sa population s’élevait à 45 099 habitants lors du recensement de 2010, estimée à 47 618 habitants en 2015. Le port de la ville a subi en 1947 une des plus grosses explosions civiles de l'histoire, provoquant la catastrophe de Texas City.

## Cinéma
Texas City apparaît dans le film américain Killing fields, sorti en 2011, et dans Red Rocket, sorti en 2021.

## Source
- (en) Cet article est partiellement ou en totalité issu de l’article de Wikipédia en anglais intitulé « Texas City, Texas » (voir la liste des auteurs).